# Mierniki
Mierniki (prononciation : [mjɛrˈniki]) est un village polonais de la gmina de Gołymin-Ośrodek dans le powiat de Ciechanów de la voïvodie de Mazovie dans le centre-est de la Pologne.
Il se situe à environ 7 kilomètres au nord de Gołymin-Ośrodek (siège de la gmina), 16 kilomètres à l'est de Ciechanów (siège du powiat) et à 73 kilomètres au nord de Varsovie (capitale de la Pologne).
Le village possède une population de 113 habitants en 2006.

## Histoire
De 1975 à 1998, le village appartenait administrativement à la voïvodie de Ciechanów.